# Alden (Minnesota)
Alden – miasto w Stanach Zjednoczonych, w stanie Minnesota, w hrabstwie Freeborn.